# Frank Grillo
Frank Anthony Grillo (New York, 8 giugno 1965) è un attore, artista marziale e produttore cinematografico statunitense.

## Biografia
Nato e cresciuto a New York da una famiglia di origini calabresi. Debutta nel 1993 nel film Rivalità mortale, poi in produzioni televisive come Due poliziotti a Palm Beach e Wasteland. Nel 1996 entrò nella soap opera Sentieri, fino al 1999, interpretando Hart Jessup. Nel 2002 fu nella commedia La cosa più dolce... ed ebbe il ruolo di un poliziotto precrimine a Minority Report.
Diventò il detective Terence Gillette in due film tv: Hunter - Ritorno alla giustizia e Hunter - Ritorno in polizia. Ebbe parti nella serie The Shield e nel 2005 interpretò il detective Marty Russo nella serie TV Blind Justice. Fu poi nella prima stagione della serie tv Prison Break, dov'era Nick Savrinn.
Recita nel film di Gavin O'Connor Pride and Glory - Il prezzo dell'onore del 2008, e nello stesso anno entrò nella mini-serie The Kill Point, dove interpretò uno dei rapinatori, Mr. Pig, con John Leguizamo e Donnie Wahlberg. Dopo essere apparso al fianco di Mel Gibson nel film Fuori controllo. Nel 2010 recitò in due horror, Mother's Day di Darren Lynn Bousman e My Soul to Take - Il cacciatore di anime di Wes Cravene pure uno degli interpreti principali della serie sovrannaturale della ABC The Gates - Dietro il cancello.
In Captain America: The Winter Soldier (2014) e in Captain America: Civil War (2016) del Marvel Cinematic Universe fu il villain Crossbones, ruolo che riprese nel film Avengers: Endgame (2019), il sequel di Infinity War. È il personaggio di Leo Barnes in Anarchia del 2014 e in La notte del giudizio - Election Year del 2016. 
Dal 2017 partecipa a numerosi film d'azione a basso budget, spesso anche col ruolo di produttore.

### Vita privata
Dalla ex moglie Kathy (1991-1998) ha avuto Remy (1997). Dal 2000 al 2020 è stato sposato con l'attrice Wendy Moniz da cui ha avuto due figli: Liam (2004) e Rio Joseph (2008). È testimonial di Love Our Children USA's, un'organizzazione non profit contro la violenza sui bambini. È esperto di arti marziali, in particolare boxe e Brazilian jiu jitsu, di cui è cintura marrone e ha partecipato al documentario FightWorld, dove gira il mondo esplorando vari sport di lotta, come il Muay Thai, il Lethwei e il Krav Maga.

## Filmografia

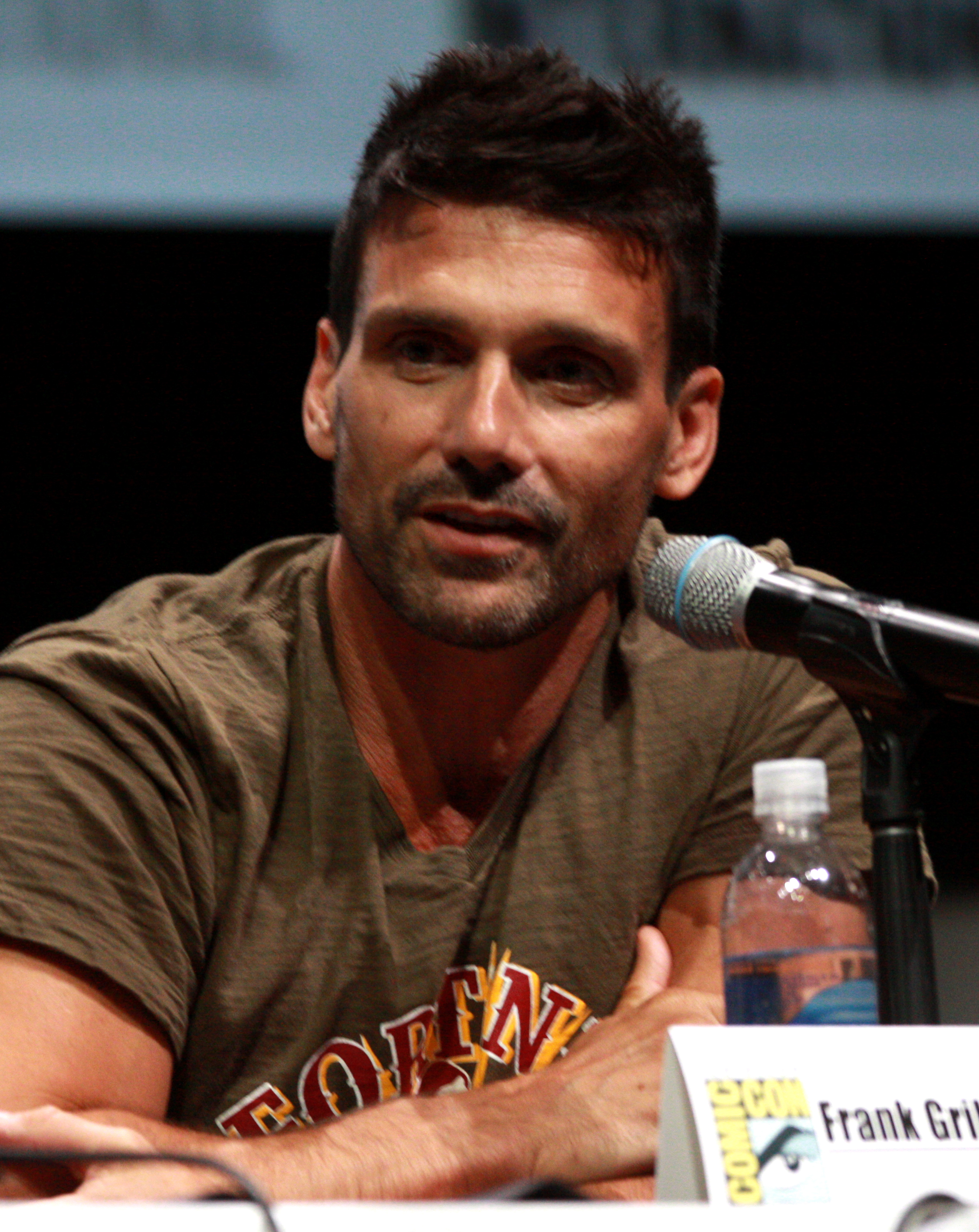
Frank Grillo al San Diego Comic-Con International 2013

### Attore

#### Cinema
- Rivalità mortale (Deadly Rivals), regia di James Dodson (1993)
- Deadly Charades, regia di Kelley Cauthen (1996)
- Simplicity, regia di Chet Thomas (2002) - cortometraggio
- La cosa più dolce... (The Sweetest Thing), regia di Roger Kumble (2002)
- Minority Report, regia di Steven Spielberg (2002)
- Addio al nubilato (April's Shower), regia di Trish Doolan (2003)
- Raw Footage, regia di J. Rupert Thompson (2007) - cortometraggio
- iMurders, regia di Robbie Bryan (2008)
- Pride and Glory - Il prezzo dell'onore (Pride and Glory), regia di Gavin O'Connor (2008)
- Blue Eyes, regia di José Joffily (2009)
- Fuori controllo (Edge of Darkness), regia di Martin Campbell (2010)
- Mother's Day, regia di Darren Lynn Bousman (2010)
- My Soul to Take - Il cacciatore di anime (My Soul to Take), regia di Wes Craven (2010)
- Warrior, regia di Gavin O'Connor (2011)
- The Grey, regia di Joe Carnahan (2011)
- Una ragazza a Las Vegas (Lay the Favorite), regia di Stephen Frears (2012)
- End of Watch - Tolleranza zero (End of Watch), regia di David Ayer (2012)
- Disconnect, regia di Henry Alex Rubin (2012)
- Zero Dark Thirty, regia di Kathryn Bigelow (2012)
- Gangster Squad, regia di Ruben Fleischer (2013)
- Intersections, regia di David Marconi (2013)
- Homefront, regia di Gary Fleder (2013)
- Captain America: The Winter Soldier, regia di Anthony e Joe Russo (2014)
- Anarchia - La notte del giudizio (The Purge: Anarchy), regia di James DeMonaco (2014)
- Demonic, regia di Will Canon (2015)
- Big Sky, regia di Jorge Michel Grau (2015)
- Sicario, regia di Denis Villeneuve(2015)
- Captain America: Civil War, regia di Anthony e Joe Russo (2016)
- La notte del giudizio - Election Year (The Purge: Election Year), regia di James DeMonaco (2016)
- The Crash - Minaccia a Wall Street (The Crash), regia di Aram Rappaport (2017)
- Stephanie, regia di Akiva Goldsman (2017)
- Wolf Warrior 2, regia di Jing Wu (2017)
- L'autista (Wheelman), regia di Jeremy Rush (2017)
- Beyond Skyline, regia di Liam O'Donnell (2017)
- Reprisal - Caccia all'uomo (Reprisal), regia di Brian A. Miller (2018)
- Il combattente (Donnybrook), regia di Tim Sutton (2018)
- Avengers: Endgame, regia di Anthony e Joe Russo (2019)
- Point Blank - Conto alla rovescia (Point Blank), regia di Joe Lynch (2019)
- Into the Ashes - Storia criminale (Into the Ashes), regia di Aaron Harvey (2019)
- La legge dei più forti (Black and Blue), regia di Deon Taylor (2019)
- Hell on the Border - Cowboy da leggenda (Hell on the Border), regia di Wes Miller (2019)
- Quello che non ti uccide (Boss Level), regia di Joe Carnahan (2020)
- No Man's Land, regia di Conor Allyn (2020)
- Jiu Jitsu, regia di Dimitri Logothetis (2020)
- Cosmic Sin, regia di Edward Drake (2021)
- Body Brokers, regia di John Swab (2021)
- Stowaway, regia di Declan Whitebloom (2021)
- Come ti ammazzo il bodyguard 2 - La moglie del sicario (Hitman's Wife's Bodyguard), regia di Patrick Hughes (2021)
- Ida Red, regia di John Swab (2021)
- The Gateway, regia di Michele Civetta (2021)
- Copshop - Scontro a fuoco (Copshop), regia di Joe Carnahan (2021)
- This Is the Night, regia di James DeMonaco (2021)
- Shattered - L'inganno, regia di Luis Prieto (2022)
- A Day to Die - Un giorno per morire (A Day to Die), regia di Wes Miller (2022)
- Paradise Highway, regia di Anna Gutto (2022)
- Operation Seawolf - Missione finale (Operation Seawolf), regia di Steven Luke (2022)
- Lamborghini - The Man Behind the Legend, regia di Bobby Moresco (2022)
- Little Dixie, regia di John Swab (2023)
- The Resurrection of Charles Manson, regia di Remy Grillo (2023)
- Un giorno da leone (One Day as a Lion), regia di John Swab (2023)
- Black Lotus, regia di Todor Chapkanov (2023)
- MR-9: Do or Die, regia di Asif Akbar (2023)
- King of Killers, regia di Kevin Grevioux (2023)
- A luci spente (Lights Out), regia di Christian Sesma (2024)
- Hounds of War, regia di Isaac Florentine (2024)
- Long Gone Heroes, regia di John Swab (2024)
- Die Alone, regia di Lowell Dean (2024)
- Werewolves, regia di Matthew Kennedy (2024)
- Superman, regia di James Gunn (2025)

#### Televisione
- Due poliziotti a Palm Beach (Silk Stalkings) - serie TV, episodio 3x10 (1993)
- Poltergeist: The Legacy - serie TV, episodio 1x07 (1996)
- Sentieri (Guiding Light) – soap opera, 110 puntate (1996-1999)
- Wasteland – serie TV, 3 episodi (1999)
- Battery Park – serie TV, 7 episodi (2000)
- Fiona, regia di Tom McLoughlin (2002) - episodio pilota scartato
- Law & Order - Unità vittime speciali (Law & Order: Special Victims Unit) - serie TV, episodi 4x02-10x14 (2002; 2009)
- Hunter - Ritorno alla giustizia (Hunter: Return to Justice), regia di Bradford May (2002) - film TV
- The Shield – serie TV, 4 episodi (2002-2003)
- For the People – serie TV, 18 episodi (2002-2003)
- Hunter - Ritorno in polizia (Hunter: Back in Force), regia di Jefferson Kibbee - film TV (2003)
- Karen Sisco - serie TV, episodio 1x05 (2003)
- The District - serie TV, episodio 4x12 (2004)
- Blind Justice – serie TV, 13 episodi (2005)
- Prison Break – serie TV, 18 episodi (2005-2006)
- Hollis & Rae, regia di Callie Khouri (2006) - episodio pilota scartato
- CSI: Scena del crimine (CSI: Crime Scene Investigation) - serie TV, episodio 7x08 (2006)
- Senza traccia (Without a Trace) - serie TV, episodio 5x12 (2007)
- Las Vegas — serie TV, episodio 4x14 (2007)
- The Kill Point – serie TV, 8 episodi (2007)
- CSI: NY - serie TV, episodio 4x10 (2007)
- The Madness of Jane, regia di Tucker Gates (2008) - episodio pilota scartato
- Blue Blood, regia di Brett Ratner (2008) - episodio pilota scartato
- The Gates - Dietro il cancello (The Gates) – serie TV, 13 episodi (2010)
- I signori della fuga (Breakout Kings) – serie TV, episodio 1x05 (2011)
- Mary e Martha (Mary and Martha), regia di Phillip Noyce – film TV (2013)
- Kingdom – serie TV, 40 episodi (2014-2017)
- Billions – serie TV, 7 episodi (2020-2021)
- Paul T. Goldman - docu-serie TV, episodi 5-6 (2023)
- Tulsa King - serie TV, 10 episodi (dal 2024)

### Doppiatore
- What If...? – serie animata, 4 episodi (2021-2023)
- Justice League: Warworld, regia di Jeff Wamester
- Creature Commandos – serie animata, (2024)

### Produttore
- The Crash - Minaccia a Wall Street (The Crash), regia di Aram Rappaport (2017) (produttore esecutivo)
- Guerra, regia di Evan Dennis (2017) - cortometraggio (produttore)
- L'autista (Wheelman), regia di Jeremy Rush (2017) (produttore)
- El Chicano, regia di Ben Hernandez Bray (2018) (produttore esecutivo)
- FightWorld - docu-serie TV, 5 episodi (2018) (produttore esecutivo)
- Point Blank - Conto alla rovescia (Point Blank), regia di Joe Lynch (2019) (produttore)
- Into the Ashes - Storia criminale (Into the Ashes), regia di Aaron Harvey (2019) (produttore esecutivo)
- Hell on the Border - Cowboy da leggenda (Hell on the Border), regia di Wes Miller (2019) (produttore esecutivo)
- Quello che non ti uccide (Boss Level), regia di Joe Carnahan (2020) (produttore)
- No Man's Land, regia di Conor Allyn (2020) (produttore esecutivo)
- Copshop - Scontro a fuoco (Copshop), regia di Joe Carnahan (2021) (produttore)
- Shattered - L'inganno, regia di Luis Prieto (2022) (produttore esecutivo)
- Hounds of War, regia di Isaac Florentine (2024) (produttore esecutivo)

## Doppiatori italiani
Nelle versioni in italiano delle opere in cui ha recitato, Frank Grillo è stato doppiato da:
- Christian Iansante in Pride and Glory - Il prezzo dell'onore, Warrior, The Grey, Disconnect, Intersections, Homefront, Billions, Cosmic Sin, Come ti ammazzo il bodyguard 2 - La moglie del sicario, Shattered - L'inganno, A Day to Die - Un giorno per morire, Lamborghini - The Man Behind the Legend, Little Dixie, Un giorno da leone, Werewolves
- Simone Mori in Captain America: The Winter Soldier, Anarchia - La notte del giudizio, Captain America: Civil War, La notte del giudizio - Election Year, L'autista, Avengers: Endgame, Superman, Peacemaker
- Gianluca Iacono in Sentieri, Beyond Skyline, Hell on the Border - Cowboy da leggenda, FightWorld
- Francesco Prando in Senza traccia, Quello che non ti uccide, King of Killers, Black Lotus
- Vittorio De Angelis in My Soul to Take - Il cacciatore di anime, The Gates - Dietro il cancello, End of Watch - Tolleranza zero
- Simone D'Andrea in Mary and Martha, Copshop - Scontro a fuoco, Hounds of War
- Alberto Angrisano in Law & Order: Unità vittime speciali (ep. 4x02), Ida Red
- Stefano Crescentini in Paradise Highway, Tulsa King
- Gaetano Varcasia in Law & Order: Unità vittime speciali (ep. 10x14)
- Vittorio Guerrieri in CSI - Scena del crimine
- Antonio Angrisano in The Shield (st. 1)
- Stefano Billi in The Shield (st. 2)
- Edoardo Stoppacciaro in Addio al nubilato
- Sandro Acerbo in Las Vegas
- Massimo Bitossi in CSI: NY
- Franco Mannella in Blind Justice - Gli occhi della legge
- Mauro Gravina in Prison Break
- Alessio Cigliano in The Kill Point
- Mario Bombardieri in Fuori controllo
- Guido Di Naccio ne I signori della fuga
- Riccardo Scarafoni in Una ragazza a Las Vegas
- Alessandro Quarta in Zero Dark Thirty
- Enrico Di Troia in Gangster Squad
- Claudio Moneta in The Crash - Minaccia a Wall Street
- Francesco Bulckaen in Reprisal
- Francesco De Francesco in Point Blank - Conto alla rovescia
- Ruggero Andreozzi ne La legge dei più forti
- Giorgio Borghetti in Jiu Jitsu
- Alberto Bognanni in Operation Seawolf - Missione finale,The Yatcht
- Fabio Boccanera in A luci spente

Come dopiatore, viene sostituito da:
- Simone Mori in What If...?